# Stamhuset Restrup
Stamhuset Restrup blev oprettet 1756 ved testamente af 12. marts af grev Christian Frederik von Levetzau af godserne Store Restrup, Torstedlund, Åstrup, Overklit, Albæk med tilliggende jorder, skove agre og enge, bøndergods, fiskeri i Limfjorden, tiender, kirker m.m. samt Levetzaus Palæ på Amalienborg, der i 1794 blev afhændet til Arveprins Frederik.
Dette store godskompleks blev, ifølge bevilling af 21. maj 1811, substitueret med 380.000 Rdl., der omskreves til 109.000 Rdl. sølv og derefter kaldtes det Raben-Levetzauske Fideikommis.